# 33-й винищувальний авіаційний полк (СРСР)
33-й винищувальний авіаційний полк (рос. 33-й истребительный авиационный полк) — полк за часів Другої світової війни у складі ВПС СРСР.

## Історія
Полк сформовано 15 травня 1938 року в складі 4-х ескадрилей та включено до складу 66-ї авіаційної бригади Білоруського військового округу. Місце дислокації — аеродром Могильов. На озброєнні знаходились літаки І-16.
Станом на 21 червня 1941 року полк базувався на аеродромі поблизу села Куплін Пружанского району Берестейської області Білорусі і входив до складу 10-ї змішаної авіаційної дивізії ВПС Західного військового округу. На озброєнні мав винищувачі І-16 та МіГ-1, а також навчальні УТІ-4 й УТ-1. Бойові дії розпочав 22 червня 1941 року. Внаслідок чотирьох бомбардувань аеродрому, полк першого ж дня війни втратив половину літаків. Того ж дня о 5 годині 20 хвилин ранку заступник командира ескадрильї старший лейтенант С. М. Гудимов здійснив перший повітряний таран.
В період з 5 по 10 серпня 1941 р. полк в складі 3-х ескадрилей перебазувався з аеродрому Тушино на аеродром Двоївка, перейшовши в підпорядкування 43 змішаної АД.
Станом на грудень 1941 року полк входив до 142 ВАД та базувався на аеродромі Правдінськ. Бойовий склад налічував 19 льотчиків, серед яких 5 нічників, що були озброєні 18 літаками ЛАГГ-3.
Розпорядженням Командувача ППО ТК за №517ш від 22.2.42 33 ВАП вийшов зі складу 142 ВАД. 
На підставі наказу Командувача ВПС ППО в період з 23.2.-27.2.42 полк здійснив перебазування з аеродрому Правдінськ на аеродром Гостевщина (26 км зах. Валдай).
19 березня 1942 року полк згідно наказу здійснив перебазування з аеродрому Гостевщина на аеродром Хотілово (18 км півд. Бологе), вийшовши з оперативного підпорядкування Командувача ВПС 34 армії, та перейшов в розпорядження Командира 106 ВАД ППО з поставленим завданням з прикриття залізничних вузлів, станцій та самих населених пунктів Бологе, Осташков, Соблаго.  
Станом на січень 1945 року 33 ВАП в складі 17 екіпажів, 1 станції радіовиявлення базувався в м. Мітава (Латвія), прикриваючи разташований там залізничний вузол.
У повоєнний час базувався на аеродромі (Віттшток) і входив до складу 16-ї гвардійської винищувальної авіаційної дивізії 16-ї повітряної армії Західної групи військ. Розформований у квітні 1994.

## Бойова діяльність полку у часи Другої Світової війни
| Період                  | Бойові вильоти | Втрати (літаки / пілоти) |
| ----------------------- | -------------- | ------------------------ |
| 22.06.1941 — 18.02.1945 | 5188           | 25/17                    |

| Список повітряних перемог 33 винищувального авіаполку | Список повітряних перемог 33 винищувального авіаполку | Список повітряних перемог 33 винищувального авіаполку | Список повітряних перемог 33 винищувального авіаполку | Список повітряних перемог 33 винищувального авіаполку                            | Список повітряних перемог 33 винищувального авіаполку |
| № п/п                                                 | Дата перемоги                                         | Тип збитого літака                                    | Тип літака-переможця                                  | Місце перемоги                                                                   | Пілот                                                 |
| ----------------------------------------------------- | ----------------------------------------------------- | ----------------------------------------------------- | ----------------------------------------------------- | -------------------------------------------------------------------------------- | ----------------------------------------------------- |
| 1                                                     | 28.02.44                                              | Ю-88                                                  | «Кіттіхоук»                                           | с. Макавєєвка, Лужніцька сільрада, Торопецький район, Калінінська область, РРФСР | мл. л-т Плотніков В.І,                                |
| 2                                                     | 07.03.44                                              | Ю-88                                                  | Як-7Б                                                 | 15-20 км зах. с. Морозово, Невельський район, Калінінська область, РРФСР         | мл. л-т Хрустальов І.В,                               |
| 3                                                     | 07.03.44                                              | Ю-88                                                  | Як-9                                                  | смт. Ідріца, Ідрицький район, Калінінська область, РРФСР                         | мл. л-т Плотніков В.І,                                |

## Командири полку
| Дата                    | Командир                           |
| ----------------------- | ---------------------------------- |
| 18.07.1940 — 11.11.1942 | майор Акулін Микола Іванович       |
| 11.11.1942 — 18.04.1943 | майор Кацай Кузьма Тихонович       |
| 18.04.1943 — 30.10.1943 | майор Полухін Олександр Михайлович |
| 02.11.1943 — 1950       | майор Петров Петро Осипович        |

## Матеріальна частина полку
| Дата              | Тип літака     |
| ----------------- | -------------- |
| 05.1938 — 06.1941 | І-16           |
| 05.1938 — 06.1940 | І-15біс        |
| 04.1941 — 06.1941 | МіГ-3          |
| 06.1941 — 11.1943 | ЛаГГ-3         |
| 06.1942 — 07.1943 | Як-1           |
| 10.1942 — 05.1945 | Як-7б          |
| 07.1943 — 04.1944 | Р-40 Кіттіхаук |
| 09.1943 — 03.1951 | Як-9           |
| 03.1951 — 10.1951 | Ла-9           |
| 10.1951           | МіГ-15         |